# Lugait
Lugait è una municipalità di quarta classe delle Filippine, situata nella Provincia di Misamis Oriental, nella Regione del Mindanao Settentrionale.
Lugait è formata da 8 baranggay:
- Aya-aya
- Betahon
- Biga
- Calangahan
- Kaluknayan
- Lower Talacogon
- Poblacion
- Upper Talacogon